# Phoebe (plante)
Genre
Phoebe est un genre de plantes à fleurs de la famille des Lauraceae. Ce sont des arbres au feuillage persistant. 

## Liste d'espèces
Selon Catalogue of Life (31 juillet 2020) :
- Phoebe angustifolia Meisn.
- Phoebe attenuata (Nees) Nees
- Phoebe baishyae M. Gangop.
- Phoebe birmanica Kosterm.
- Phoebe bootanica (Meisn.) M. Gangop.
- Phoebe bournei (Hemsl.) Y. C. Yang
- Phoebe brachythyrsa H. W. Li
- Phoebe calcarea S. Lee & F. N. Wei ex F. N. Wei
- Phoebe canescens (Bl.) Miq.
- Phoebe cathia (D. Don) Kostermans
- Phoebe cavaleriei (H. Lév.) Y. Yang & Bing Liu
- Phoebe chekiangensis P. T. Li
- Phoebe clemensii C. K. Allen
- Phoebe cooperiana P. C. Kanj. & Das
- Phoebe crassipedicella S. Lee & F. N. Wei ex F. N. Wei
- Phoebe declinata Nees
- Phoebe dehaasiifolia Kosterm.
- Phoebe elliptica Bl.
- Phoebe excelsa (Bl.) Nees
- Phoebe faberi (Hemsl.) Chun
- Phoebe formosana (Hayata) Hayata
- Phoebe forrestii W. W. Sm.
- Phoebe glabrifolia Merr.
- Phoebe glaucifolia S. K. Lee & F. N. Wei
- Phoebe glaucophylla H. W. Li
- Phoebe grandis (Nees) Merr.
- Phoebe hainanensis Merr.
- Phoebe hainesiana Brandis
- Phoebe hedgei M. Gangop. & A. Sarmah
- Phoebe holosericea Bl.
- Phoebe hui Cheng ex Yang
- Phoebe hunanensis Hand.-Mazz.
- Phoebe hungmoensis S. K. Lee
- Phoebe indica (L.) Pax
- Phoebe kerrii Gamble
- Phoebe kjellbergii Kostermans
- Phoebe kwangsiensis H. Liu
- Phoebe laevis Kosterm.
- Phoebe lanceolata (Nees) Nees
- Phoebe legendrei Lecomte
- Phoebe leiophylla Miq.
- Phoebe liana Y. Yang
- Phoebe lichuanensis S. K. Lee
- Phoebe longepetiolata Kosterm.
- Phoebe lummaoensis M. Gangop.
- Phoebe macrocarpa C. Y. Wu
- Phoebe megacalyx H. W. Li
- Phoebe motuonan S. K. Lee & F. N. Wei
- Phoebe neurantha (Hemsl.) Gamble
- Phoebe neuranthoides S. K. Lee & F. N. Wei
- Phoebe nigrifolia S. K. Lee & F. N. Wei
- Phoebe novoguinensis Teschn.
- Phoebe palghatensis M. Gangop.
- Phoebe pallida (Nees) Nees
- Phoebe petelotii Kosterm.
- Phoebe pierrei Lecomte
- Phoebe prazeri M. Gangop.
- Phoebe puwenensis Cheng
- Phoebe rufescens H. W. Li
- Phoebe scortechinii (Gamb.) K. M. Kochummen
- Phoebe sheareri (Hemsl.) Gamble
- Phoebe siamensis Kostermans
- Phoebe sterculioides (Elmer) Merr.
- Phoebe tavoyana (Meisn.) Hook. fil.
- Phoebe tenuifolia Kostermans
- Phoebe wightii Meisn.
- Phoebe yaiensis S. K. Lee
- Phoebe yunnanensis H. W. Li
- Phoebe zhennan S. K. Lee & F. N. Wei

Selon Tropicos (31 juillet 2020) (Attention liste brute contenant possiblement des synonymes) :
- Phoebe acuminata Merr.
- Phoebe acuminatissima Lundell
- Phoebe alainii C.K. Allen
- Phoebe ambigens S.F. Blake
- Phoebe amoena (Nees & Mart.) Mez
- Phoebe amplexicaulis (Schltdl. & Cham.) Mez
- Phoebe amplifolia Mez & Donn. Sm.
- Phoebe angustata S.F. Blake
- Phoebe angustifolia Meisn.
- Phoebe antillana Meisn.
- Phoebe areolata Lundell
- Phoebe areolatocostae C.K. Allen
- Phoebe arsenei C.K. Allen
- Phoebe assamica Kalyankumar
- Phoebe attenuata (Nees) Nees
- Phoebe baishyae M. Gangop.
- Phoebe barbeyana Mez
- Phoebe barbusana Webb & Berthel.
- Phoebe belizensis Lundell
- Phoebe benthamiana (Nees) Mez
- Phoebe betazensis Mez
- Phoebe birmanica Kosterm.
- Phoebe blepharopus Hand.-Mazz.
- Phoebe bourgeauviana Mez
- Phoebe bournei (Hemsl.) Y.C. Yang
- Phoebe brachythyrsa H.W. Li
- Phoebe brasiliensis Mez
- Phoebe breedlovei Lundell
- Phoebe brenesii Standl.
- Phoebe calcarea S.K. Lee & F.N. Wei
- Phoebe canescens (Blume) Miq.
- Phoebe cathia (D. Don) Kosterm.
- Phoebe chartacea (Blume) Miq.
- Phoebe chavarriana Hammel
- Phoebe chekiangensis C.B. Shang
- Phoebe chiapensis Lundell
- Phoebe chinantecorum R.E. Schult.
- Phoebe chinensis Chun
- Phoebe cinnamomifolia (Kunth) Nees
- Phoebe clemensii C.K. Allen
- Phoebe cooperiana P.C.Kanj. & Das
- Phoebe corzoana (Lundell) Lundell
- Phoebe costaricana Mez & Pittier
- Phoebe crassipedicella S.K. Lee & F.N. Wei
- Phoebe cubensis Nees
- Phoebe cuneata Blume
- Phoebe cuspidata Blume
- Phoebe declinata (Blume) Nees
- Phoebe dehaasiifolia Kosterm.
- Phoebe densiflora Blume
- Phoebe dunniana (H. Lév.) Kosterm.
- Phoebe effusa Meisn.
- Phoebe ehrenbergii Mez
- Phoebe elegans van der Werff
- Phoebe elliptica Blume
- Phoebe elongata Nees
- Phoebe erectifolia C.K. Allen
- Phoebe erythropus (Nees & Mart.) Mez
- Phoebe estrellensis (Meisn.) Mez
- Phoebe excelsa (Blume) Nees
- Phoebe faberi (Hemsl.) Chun
- Phoebe falcata (Blume) Miq.
- Phoebe filamentosa C.K. Allen
- Phoebe forbesii Gamble
- Phoebe formosana (Hayata) Hayata
- Phoebe forrestii W.W. Sm.
- Phoebe fruticosa Lundell
- Phoebe gentlei (Lundell) Standl. & Steyerm.
- Phoebe glabra van der Werff
- Phoebe glabrifolia Merr.
- Phoebe glaucescens (Nees) Nees
- Phoebe glaucifolia S.T.Lee & F.N. Wei
- Phoebe glaucophylla H.W. Li
- Phoebe glaziovii Mez
- Phoebe goalparensis Hutch.
- Phoebe grandifolia Miq.
- Phoebe grandis (Nees) Merr.
- Phoebe hainanensis Merr.
- Phoebe hainesiana Brandis
- Phoebe hammeliana W.C. Burger
- Phoebe hartmannii I.M. Johnst.
- Phoebe haussknechtii Mez
- Phoebe hedgei M. Gangop. & A. Sarmah
- Phoebe helicterifolia (Meisn.) Mez
- Phoebe henryi (Hemsl.) Merr.
- Phoebe heteranthera (Ruiz & Pav.) Mez
- Phoebe heterotepala Mez
- Phoebe holosericea Blume
- Phoebe hui W.C. Cheng ex Y.C. Yang
- Phoebe hunanensis Hand.-Mazz.
- Phoebe hungmoensis S.K. Lee
- Phoebe hypoleuca A. Rich.
- Phoebe impressa Meisn.
- Phoebe incerta Blume
- Phoebe indica Pax
- Phoebe insularis Meisn.
- Phoebe javanica Meisn.
- Phoebe johnstonii C.K. Allen
- Phoebe kerrii Gamble
- Phoebe kjellbergii Kosterm.
- Phoebe kunstleri Gamble
- Phoebe kwangsiensis H. Liu
- Phoebe laevis Kosterm.
- Phoebe lamponga Miq.
- Phoebe lanceolata (Nees) Nees
- Phoebe latifolia Champ. ex Benth.
- Phoebe legendrei Lecomte
- Phoebe leiophylla Miq.
- Phoebe liana Y. Yang
- Phoebe lichuanensis S.K. Lee
- Phoebe ligustrina (Nees) Nees
- Phoebe lingue Steud.
- Phoebe longepetiolata Kosterm.
- Phoebe longicaudata Lundell
- Phoebe longipes I.M. Johnst.
- Phoebe lucida Blume
- Phoebe lummaoensis M. Gangop.
- Phoebe macrocarpa C.Y. Wu
- Phoebe macrophylla (Nees) Blume
- Phoebe malaccensis Meisn.
- Phoebe mathewsii Mez
- Phoebe mayana Lundell
- Phoebe maynensis Nees
- Phoebe megacalyx H.W. Li
- Phoebe membranacea (Sw.) Nees
- Phoebe mexicana Meisn.
- Phoebe microneura (Meisn.) Mez
- Phoebe microphylla H.W. Li
- Phoebe minutiflora H.W. Li
- Phoebe mollicella S.F. Blake
- Phoebe mollis Mez
- Phoebe montana (Sw.) Griseb.
- Phoebe motuonan S.K. Lee & F.N. Wei
- Phoebe multiflora Blume
- Phoebe nanmu (Oliv.) Gamble
- Phoebe nectandroides Mez
- Phoebe neurantha (Hemsl.) Gamble
- Phoebe neuranthoides S.K. Lee & F.N. Wei
- Phoebe neurophylla Mez & Pittier
- Phoebe nigrifolia S.K. Lee & F.N. Wei
- Phoebe nitida Blume
- Phoebe novo-guinensis Teschner
- Phoebe nunesiana Vattimo
- Phoebe obtusa Blume ex Meissner
- Phoebe obtusata Lundell
- Phoebe oleifolia Mez
- Phoebe omeiensis R.H. Miao
- Phoebe opaca Blume
- Phoebe pachypoda (Nees) Mez
- Phoebe padiformis Standl. & Steyerm.
- Phoebe palghatensis M. Gangop.
- Phoebe pallescens Mez
- Phoebe pallida (Nees) Nees
- Phoebe pandurata S.K. Lee & F.N. Wei
- Phoebe paniculata (Nees) Nees
- Phoebe paraguariensis Hassl.
- Phoebe parviflora Blume
- Phoebe parvula Lundell
- Phoebe patens (Sw.) Nees
- Phoebe pauciflora Mez
- Phoebe pedunculosa Meisn.
- Phoebe pichisensis A.C. Sm.
- Phoebe pickellii Coe-Teix.
- Phoebe pierrei Lecomte
- Phoebe pittieri Mez
- Phoebe platyphylla Lundell
- Phoebe poeppigii Meisn.
- Phoebe poilanei Kosterm.
- Phoebe poiretiana Nees
- Phoebe porosa (Nees & Mart.) Mez
- Phoebe porphyria (Griseb.) Mez
- Phoebe prazeri M. Gangop.
- Phoebe psychotrioides (Kunth) Mez
- Phoebe pubescens (Nees) Nees
- Phoebe pui Cheng in Y.C. Yang
- Phoebe purpurea Mez
- Phoebe puwenensis W.C. Cheng
- Phoebe reticulata Mez
- Phoebe riedelii (Meisn.) Mez
- Phoebe rigida Miq.
- Phoebe rivularis Vattimo-Gil
- Phoebe rufescens H.W. Li
- Phoebe salicifolia Nees
- Phoebe salvadorensis (Lundell) Lundell
- Phoebe salvinii (Mez) Lundell
- Phoebe savannarum Standl. & Steyerm.
- Phoebe saxchanalensis Lundell
- Phoebe scortechinii (Gamble) de Kok
- Phoebe sellowiana (Nees & Mart.) Mez
- Phoebe sellowii Meisn.
- Phoebe semecarpifolia (Meisn.) Mez
- Phoebe sericea (Nees) Nees
- Phoebe sheareri (Hemsl.) Gamble
- Phoebe siamensis Kosterm.
- Phoebe siltepecana Lundell
- Phoebe smithii C.K. Allen
- Phoebe spathulata Miq.
- Phoebe stenophylla (Meisn.) Mez
- Phoebe sterculioides (Elmer) Merr.
- Phoebe stereophylla Meisn.
- Phoebe steyermarkiana C.K. Allen
- Phoebe subsessilis (Meisn.) Mez
- Phoebe subtriplinervia (Meisn.) Standl.
- Phoebe sumatrana Miq.
- Phoebe superba (Blume) Miq.
- Phoebe tampicensis (Meisn.) Mez
- Phoebe taubertiana Mez & Schwacke
- Phoebe tavoyana (Meisn.) Hook. f.
- Phoebe tenuifolia Kosterm.
- Phoebe tenuirhachis R.H. Miao
- Phoebe tetragona (Meisn.) Mez
- Phoebe tomentosa Meisn.
- Phoebe tonduzii Mez
- Phoebe trinervis Lundell
- Phoebe triplinervis Griseb.
- Phoebe umbelliflora (Blume) Nees
- Phoebe valenzuelana A. Rich.
- Phoebe valeriana Standl.
- Phoebe vesiculosa (Nees & Mart.) Mez
- Phoebe villosa (Roxb.) Wight
- Phoebe wightii Meisn.
- Phoebe yaiensis S.K. Lee
- Phoebe yunnanensis H.W. Li
- Phoebe zhennan S.K. Lee & F.N. Wei